# Ida May Park
Ida May Park (28 de diciembre de 1879, Los Ángeles, California – 13 de junio de 1954, ídem), fue una guionista y directora de la época del cine mudo. 
Entre 1914 y 1930 escribió 50 películas. También dirigió 14 filmes entre 1917 y 1920.
Estuvo casada con el director y productor Joe De Grasse.

## Filmografía

### Como guionista
| - Playthings of Hollywood (1930) - The Hidden Way (1926) - The Butterfly Man (1920) - The Midlanders (1920) - The Amazing Wife (1919) - The Vanity Pool (1918) - Bread (1918) - A Model's Confession (1918) - The Risky Road (1918) - Broadway Love (1918) - The Grand Passion (1918) - Bondage (1917) - The Rescue (1917) - Fires of Rebellion (1917) - The Flashlight (1917) - The Girl in the Checkered Coat (1917) - Hell Morgan's Girl (1917) - The Piper's Price (1917) - The Price of Silence (1916) - The Place Beyond the Winds (1916) - If My Country Should Call (1916) - The Grasp of Greed (1916) - Bobbie of the Ballet (1916) - The Gilded Spider (1916) - Tangled Hearts (1916) | - The Grip of Jealousy (1916) - Dolly's Scoop (1916) - Father and the Boys (1915) - The Millionaire Paupers (1915) - Lon of Lone Mountain (1915) - A Mother's Atonement (1915) - Alas and Alack (1915) - Quits (1915) - Mountain Justice (1915) - Betty's Bondage (1915) - Bound on the Wheel (1915) - Steady Company (1915) - Vanity (1915) - Simple Polly (1915) - One Man's Evil (1915) - When Love Is Love (1915) - The Dancer (1915) - Unlike Other Girls (1915) - The Girl of the Night (1915) - The Grind (1915) - A Man and His Money (1915) - All for Peggy (1915) - Her Bounty (1914) - The Man Within (1914) - A Gypsy Romance (1914) |

### Como directora
| - Bonnie May (1920) - The Butterfly Man (1920) - The Midlanders (1920) - The Amazing Wife (1919) - The Vanity Pool (1918) - Bread (1918) - A Model's Confession (1918) | - The Risky Road (1918) - Broadway Love (1918) - The Grand Passion (1918) - Bondage (1917) - The Rescue (1917) - Fires of Rebellion (1917) - The Flashlight (1917) |